# BS Circini
BS Circini (BS Cir) es una estrella de la constelación de Circinus, el compás, de magnitud aparente +6,7.
Se encuentra, de acuerdo a la nueva reducción de los datos de paralaje de Hipparcos, a 540 ± 50 años luz de distancia del sistema solar.
BS Circini es una estrella blanca de tipo espectral Ap o A2 SiCrSr, en donde la letra «p» indica que es una estrella químicamente peculiar con una abundancia en metales anómala, al menos en las capas externas.
Su temperatura efectiva es de 9250 K y su luminosidad es 52 veces mayor que la luminosidad solar.
Tiene una masa 2,42 ± 0,10 veces mayor que la masa solar y una edad aproximada de 460 millones de años.
BS Circini es una variable Alfa2 Canum Venaticorum con una variación de brillo de 0,140 magnitudes a lo largo de un período de 2,205 días.
Estrella Ap, su espectro muestra líneas de absorción fuertes de silicio, cromo y estroncio. Como es característico en esta clase de variables, tiene un intenso campo magnético —el valor de su campo magnético efectivo <Be> es 466 G—, algo inferior al de Cor Caroli (α2 Canum Venaticorum) pero comparable al de V761 Centauri o al de HI Librae.